# Pivovar Dobruška
Pivovar Rampušák je český minipivovar. Nachází se v Dobrušce v Královéhradeckém kraji. Od 14. července 2015 je kulturní památkou České republiky. Sladovna se nachází též v Dobrušce.

## Produkty pivovaru

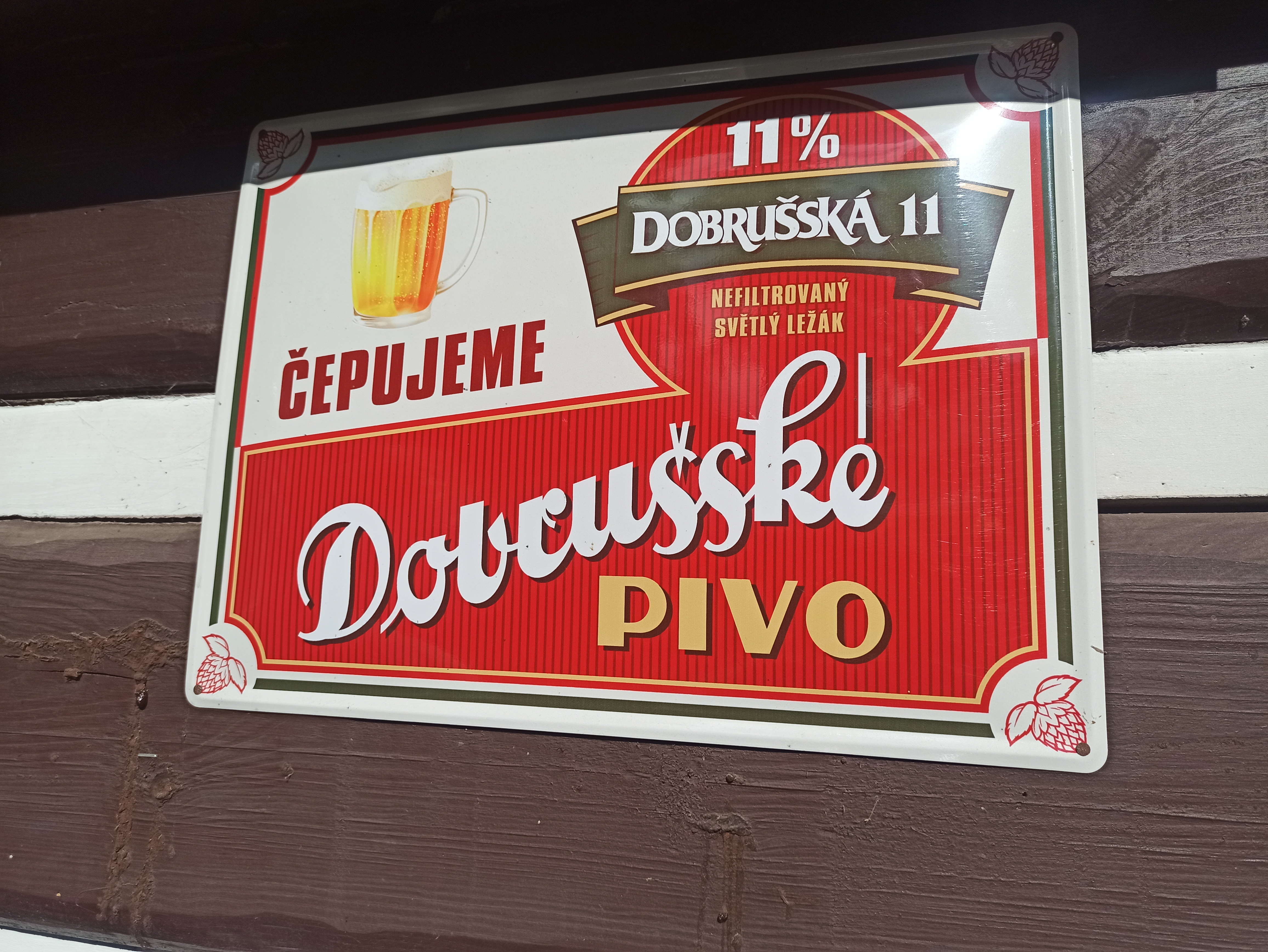
Reklama na Dobrušskou 11°

- Dobrušská 11° – kvasnicová filtrovaná / nefiltrovaná
- Rampušák 12° – kvasnicový ležák filtrovaný / nefiltrovaný
- Kačenčina 14° – nefiltrovaný ležák, světlé, 5,6 % alkoholu
- Dobrušská jarní Pšenka 12° – nefiltrované svrchně kvašené, světlé, pšeničné, 4,8 % alkoholu